# دوتیرکی ۵۸۶۷۱
سیارک ۵۸۶۷۱ (به انگلیسی: 58671 Diplodocus، نامگذاری:1997YC8) پنجاه و هشت هزار و ششصد و هفتاد و یکمین سیارک کشف شده‌است که در ۲۵ دسامبر ۱۹۹۷ کشف شد.